# Un bail en enfer
Worst Roommate Ever est une série documentaire distribué par Netflix en 2022. Ce documentaire présente quatre histoires sur des colocataires aux intentions malveillantes et parfois violentes qui transforment la vie de leurs victimes sans méfiance en cauchemars réels,.

## Cas
- Dorothea Puente
- K.C. Joy
- Youssef Khater (ou Josef Maria)
- Jamison Bachman (ou Jed Creek)

## Casting
- John Cabrera

## Épisodes
1. Appelez moi grand-mère
2. Il faut se méfier de l'eau qui dort
3. Le marathonien
4. Colocataire indésirable, première partie
5. Colocataire indésirable, deuxième partie

## Voir également
- Appartement communautaire